# Clavaleyres
Clavaleyres är en ort i kommunen Murten i kantonen Fribourg, Schweiz. Orten var före den 1 januari 2022 en egen kommun i kantonen Bern, men inkorporerades då tillsammans med Galmiz och Gempenach in i kommunen Murten.
Kommunen utgjordes av en tyskspråkig exklav i kantonen Bern och distriktet Bern-Mittelland. Den omgavs av kantonerna Fribourg och Vaud, där Clavaleyres uppgick i den förstnämnda år 2022.